# Красинець
Красинець (словен. Krasinec) — поселення в общині Метлика, регіон Південно-Східна Словенія, Словенія.